# 罗尔班
罗尔班（法語：Rolbing，法語發音：[ʁɔlbɛ̃]；洛林法兰克语：Rolwinge）是法国摩泽尔省的一个市镇，位于该省东部，和德国接壤，属于萨尔格米讷区。

## 地理
罗尔班（49°10'18"N, 7°26'23"E）面积5.97 平方千米，位于法国大東部大區摩泽尔省，该省份为法国东北部内陆省份，是洛林的一部分，西南接默尔特-摩泽尔省，东临下莱茵省，北与卢森堡和德国接壤。
与罗尔班接壤的市镇（或旧市镇、城区）包括：什韦恩、瓦尔什布龙。

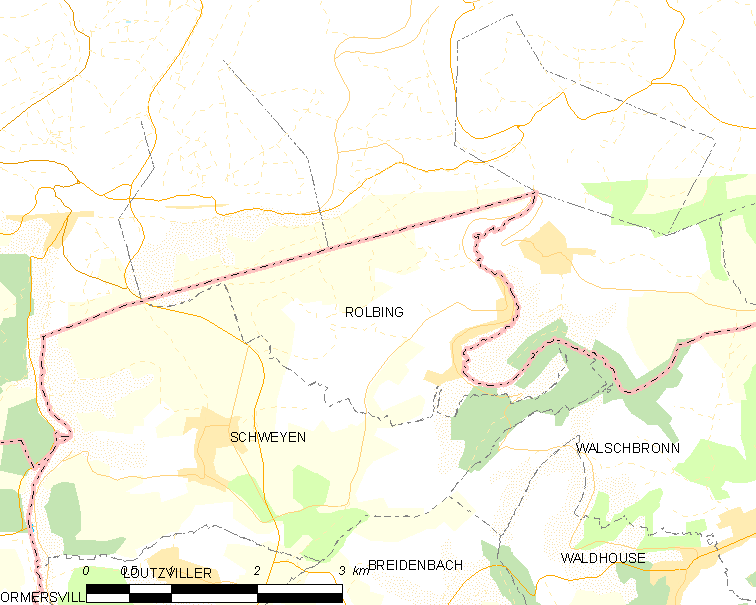
罗尔班的OSM定位图

罗尔班的时区为UTC+01:00、UTC+02:00（夏令时）。

## 行政
罗尔班的邮政编码为57720，INSEE市镇编码为57590。

## 政治
罗尔班所属的省级选区为比奇县。

## 人口

1962-2008年间罗尔班人口变化图示

罗尔班于2022年1月1日时的人口数量为259人。